# 보조군
보조군(라틴어: Auxilia,→도움)은 고대 로마의 비(非)로마 시민으로 구성된 군대로, 제정 시대(기원전 30년 - 254년)에 시민으로 이루어진 군단병과 같이 로마 군대를 이루었다. 2세기에 들어, 보조군은 군단병과 같은 수의 보병, 추가로 거의 대부분의 로마 기병과 경기병과 궁수와 같은 전문화된 부대를 제공했다. 그러므로 보조군은 당시에 로마 군사력의 2/3을 차지했다.
보조군은 카라칼라 칙령 이전에 제국 인구의 대부분을 차지한 속주 거주민으로부터 모병되었다. 또한 아우구스투스시대에는 야만족으로부터도 모집했다. 이것은 로마 시민으로만 구성된 군단병과 구분되는 점이다. 보조군은 기원전 3세기 이후로 로마 공화국이 군단을 보조하도록 구성한 기병을 포함한 비 이탈리아 군대로부터 발달하였다. 율리우스-클라우디우스 왕조(기원전 30년 - 68년) 시대에 임시적인 징집군들은 표준화된 구조, 무장, 근무 환경의 정규군 부대로 전환되었다. 왕조 말기에 이르면 군단과 대다수 보조군의 훈련, 장비, 전투 능력에 큰 차이가 없었다.
보조군은 주로 병사들이 모집된 속주에 주둔되었다. 대부분의 보조군 부대 명칭은 4세기까지 존속하였지만 이전 시대의 보조군과는 병력 수, 구조, 질적 면에서 차이가 났다.

## 역사적 전개

### 공화정 시대(기원전 3세기경 ~ 기원전 30년)

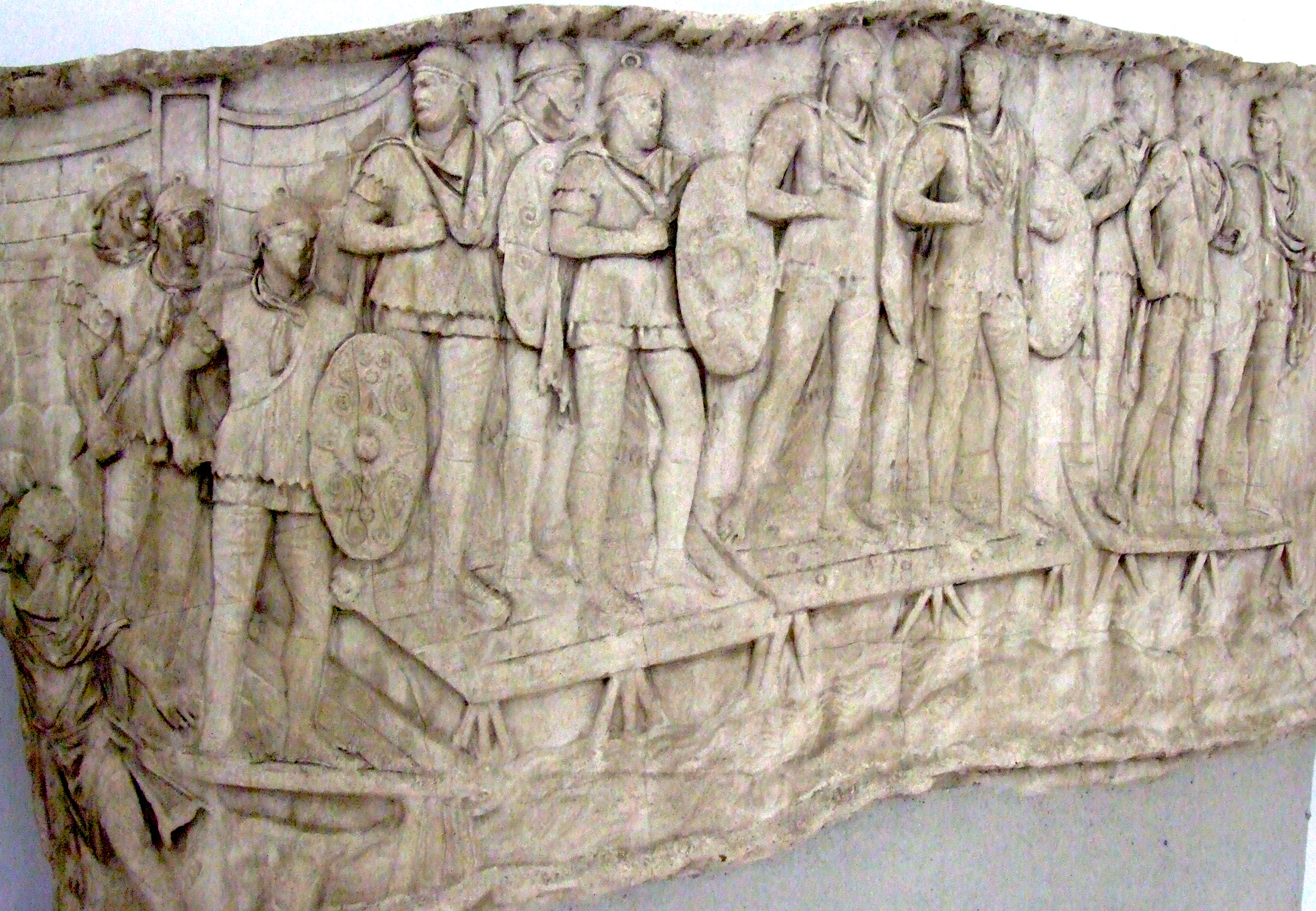
다리를 건너는 로마 보조군. 트라야누스 원주, 로마

로마 군대의 핵심은 군단병이었다. 군단병은 수백년간 중보병으로서 적절한 지형에서의 근접전에서는 거의 무적에 가까웠다. 그러나 군단병은 기병의 부족 같은 몇몇 결점으로 기원전 3세기 경에 4,200명의 보병은 오직 300기의 기병만을 가지고 있었다. 그 이유로는 자기 말과 무장을 구입할 시민(기사 계층)이 부족했기 때문이다. 또한 군단은 투석병과 궁수 같은 장거리 무기를 사용할 경보병도 부족했다.
기원전 3세기까지 로마 기병의 대다수는 라티움 동맹으로 알려진 로마의 이탈리아 동맹국으로부터 제공되었다. 이것은 기원전 91~88년까지의 동맹시 전쟁까지 유지되었다. 공화정 시기의 라티움 군대는 후의 아우구스투스 시대의 보조군과 비슷했는데, 그것은 군단병 기준으로 조직되고 무장된 군단병과 같은 수이고 대다수의 기병을 제공하는 非로마 시민 군대라는 점이다.
라티움 군대는 양익(alae)로 배치되었는데. 로마 지휘관이 지휘하는 동맹군 날개는 군단병과 보병 규모, 무장, 구조면에서 군단병과 유사했다. 가장 큰 차이점은 기병에 대해 더 많이 의존했다는 점이다. 기병은 900기였고, 군단병의 3배였다. 동맹시 전쟁 이전에는 집정관 군대는 동맹군과 군단병을 같은 수로 유지했고, 기병의 3/4는 라티움 동맹 기병이었다. 전체 기병 규모는 많지 않았다. 보통의 집정관 군대는 2개의 군단과 2개의 동맹군 군단으로 16,800명이었고, 기병은 2,400기였다. (전체의 13%)
로마와 라티움의 기병은 산악지대인 이탈리아 반도에서 역시 기병이 약한 다른 국가와 전투할 때는 효율적이었지만 로마는 곧 더 강한 기병을 가진 적들과 대면했고, 기병의 약함은 큰 패배로 이루어졌다. 이런 위협은 골족의 산발적인 대규모 이탈리아 침공과 에페이로스의 왕 피루스의 원정(기원전 275)에서 보였다. 확실한 전환점은 2차 포에니 전쟁(기원전 218년 ~ 202년)이었다. 트레비아와 칸나에에서의 승리는 로마와 라티움 기병대를 압도한 히스파니아(에스파냐)와 갈리아 기병과 로마군이 전혀 가지지 않았던 기민한 누미디아 경기병에 의한 것이었다. 또한 전쟁을 종결지은 자마에서의 로마의 결정적 승리에서는 누미디아 왕 마시니사가 제공한 로마-라티움 기병대보다 2배가 많았던 누미디아 기병대가 큰 역할을 했다. 그때부터 로마군은 누미디아 기병, 갈리아 기병 같은 비 이탈리아 기병을 대동했다. 예를 들어 카이사르는 갈리아 정복(기원전 58~51)시에 갈리아와 게르만 기병들을 사용했다.
현지인 기병의 역할이 커지면서 로마-라티움 기병대의 역할은 줄어들기 시작했다.. 기원전 1세기 초반에 로마 기병대는 사라지기 시작했고, 동맹시 전쟁 이후에 동맹시 시민들은 모두 로마 시민권을 얻었고, 그리하여 라티움 동맹군도 폐지됐다. 게다가 로마 기사계급은 이때부터 기병으로 복무할 필요가 사라졌다. 그러므로 공화정 후기의 로마 군대는 완전히 현지인 기병에 의존했다.
한니발 전쟁 전에 로마 군단은 비 이탈리아 특수병들을 이용해 다른 결점을 보완했다. 리비우스는 시라쿠사의 히에론이 기원전 217년에 궁수와 투석병으로 이루어진 부대를 제공했다고 기록했다. 기원전 2세기 이후로 특수병들은 용병으로서 고용되었다 이들은 크레타 궁수, 발레아레스 제도의 투석병이었고, 지중해 전역에서의 전쟁에서 로마 군단병을 호위했다.
비 이탈리아 군대의 주요한 공급원은 속주, 동맹시, 그리고 로마의 속국들이었다. 로마 공화정 후기에 비 이탈리아 군 부대는 현지 지배자가 지휘했고, 그 군대의 조직은 지배자에게 맡겨졌다. 부대들은 복장, 장비, 무기에서 매우 다양했다. 이러한 부대들은 특정한 원정 시에만 유지되었고, 그 이후에는 주로 해산되었다.

### 아우구스투스치세(기원전 30년 ~ 서기 14년)
내전이 끝나는 시점에도 모든 현지군이 사라진 것은 아니었다. 정예 부대의 일부는 군단을 지원하기 위해 계속 존재했고, 율리우스-클라우디우스 왕조의 보조군의 핵심이 되었다. 아우구스투스의 치세 초반에는, 정규 보조군 부대가 창설됐다. 이러한 개념은 군단병을 보조하는 비 시민 부대로서 동맹시 전쟁 이전의 라티움 군대의 영향을 받았다. 공화국 시기의 라티움 군대는 임시로 징집되었다가 작전 이후에는 해체되었지만 보조군은 상비군에 복무하는 자원병이었다.
보조군 부대 구조는 기병이 증가된 군단이었던 라티움의 양익(alae)과 차별되었다. 보조군은 더 작은 단위인 보병대(500 ~ 600)으로 구성되어 더 유연해졌다. 그리고 군단은 기병대(Alae), 보병대 (Cohort), 기병-보병 혼성부대인 코호르테스 에퀴타타에(Cohort equitatae)의 3종류가 있었다.
아우구스투스의 새로운 부대 크기에 대한 출처는 정확하지 않고, 부대원수가 변화된 2세기가 가장 정확한 출처이다. 보병대(Cohort)는 군단의 보병대들처럼 80명의 백인대 6개로 이루어졌고, 기병대(Alae)는 각각 30 ~ 32명인 투르마(Turma)들로 나뉘었고, 각각은 십인대장(Decurio)에 의해 지휘되었다. 코호르테스 에퀴타타에(Cohort equitatae)는 4개의 투르마가 추가된 보병대였다.
보조군 군단은 감독관(Praefectus)이 지휘했다. 그들은 로마 시민권을 원하는 거주민 귀족이나, 기사계급이나 선임 백인대장인 로마인이 지휘했다.
아우구스투스의 통치 초반에는 서방 보조군의 중핵은 갈리아 속주(특히 갈리아 벨기카)나 일리리아의 호전적 원주민들로 이루어졌다. 칸타브리아 전쟁과 아스투리아 전쟁이 끝나는 기원전 19년에 북부 히스파니아와 루시타니아가 합병되었고, 보조군 군단의 명칭으로 미루어 이 지방이 보조군의 주요한 모집처가 된 것으로 추측된다. 그리고 라에티아(기원전 15년 합병), 노리쿰 (기원전 16년), 판노니아(기원전 9년), 모에시아(서기 6년)이 정복되자 일리리아와 더불어 원수정 시대동안 가장 중요한 보조군 모집처가 되었다. 아우구스투스가 갈라티아(기원전 25년 합병)와 유다이아를 합병하자 아나톨리아의 켈트인들이 시리아 궁수들과 더불어 모병처가 되었다. 북아프리카에서 이집트, 키레네, 누미디아(기원전 25년)가 합병되었다. 누미디아는 현재의 베르베르인들의 선조인 마우리 족의 본거지였다. 마우리 경기병은 2세기 동안 로마인들을 보조하면서 높이 평가되었고 이제 정규 보조군으로 편입되었다. 기원후 44년에 마우리족 본거지인 마우리타니아를 합병한 후에도 이것은 계속되었다.
서기 23년에 125,000여명의 군단과 거의 같은 수의 보조군이 있었으며 250개의 기병 보조군단이 별도로 있었다.

### 아우구스투스 이후의율리우스-클라우디우스 왕조(14년 ~ 68년)
클라우디우스(41년 ~ 54년)의 치세에 몇가지 변화가 일어났다. 25년의 복무 기간이 정해졌고, 퇴역병들은 자녀들과 더불어 로마 시민권을 획득했다. 그리고 기사계급만이 보조군 군단의 지휘관이 될 수 있게 해 백인대장들의 진입을 차단했다. 이로써 모든 지휘관들은 군사 호민관이상의 지위를 가졌고, 이로써 보조군의 지위가 상승함을 알 수 있다. 한편, 현지 지배층이 계속 몇몇 부대를 지휘했고, 기사 계급이 되었다. 그리고 최소한 율리우스-클라우디우스 왕조 동안은 급료가 표준화된것으로 추정된다. 그리고 보조군 군복, 방어구, 무기와 장비들도 율리우스-클라우디우스 시대에 표준화되었는데, 군단병의 것과 거의 유사했다. 율리우스-클라우디우스 왕조가 끝나는 68년에 보조군에서 기병과 다양한 특수병과가 있는 것 외에 군단과 보조군은 거의 비슷했다.
한편, 클라우디우스는 보조군 모집의 주요한 원천이 되는 세 속주를 합병했는데 브리타니아, 마우리타니아, 트라키아였다. 트라키아는 기병과 궁병 모집에 일리리아만큼 중요한 원천이 된다. 또한 2세기 중반의 브리타니아에는 다른 어느 속주보다도 많은 보조군이 배치됐다. 68년의 보조군 인원은 200,000여 명으로 추산된다.

### 플라비우스 왕조(69 AD~96 AD)
바타비인들의 반란(69년 ~70년)으로 소집지에 그대로 주둔되었던 전 왕조의 정책에 변화가 있었다. 이전에는 칸타브리아 전쟁 따위를 제외한 중대한 위기 외에는 반란 시에 군단이 반란군을 진압하는 동안 현지에서 소집된 보조군만이 남았으나, 그것이 위험하다고 판단되어 플라비우스 왕가 기간에는 보조군이 출신 지방이 아닌 타지방에 기지를 두는 것이 기본 정책이 되었고. 현지 귀족들이 그 지방에서 소집된 보조군을 지휘하는 것이 더 이상 허용되지 않았다. 바타비족의 반란 이후에는 특기할 만한 보조군 반란은 알려져 있지 않다.
새 정책의 일환으로 70년에 브리타니아로 재구축된 5개의 바타비족 부대가 보내졌고(기병대 1개, 보병대 4개) 페틸리우스 케리알리스의 지휘 아래 반란을 진압했다. 브리타니아 부대 13개가 2세기 중반에 있었지만, 브리타니아에 주둔된 것은 없었고, 영국 제도의 60개 보조군 부대중 브리타니아 이름을 가진 것은 없었다.
플라비우스 왕조 때는 기병과 보병 모두 2배의 수인 1,000명의 부대원을 가진 부대가 발견된다. 이것은 군단의 1 보병대가 2배의 인원수를 가진 것의 반영으로 보인다. 그러나 이러한 부대는 보조군이 일부일 뿐이었다. 2세기 중반에, 이러한 부대가 전체 부대의 13%였고, 전체 인원의 20%를 포함하고 있었다.

### 후기원수정(97~284)
기원후 106년에 트라야누스는 다키아 왕국의 왕 데케발루스를 패배시키고 다키아 트라야나 속주로 병합했다. 2세기 중반에 44개의 보조군 부대가 주둔해 있었는데 전체 보조군의 1할 정도였다. 그리고 2세기 후반에는 25%의 보조군이 브리타니아와 다키아에서 공급됐다. 이 시대 중반에는 380여 개의 보조군 부대가 있었으며(기병대 90개, 보병대 290개, 혼성부대 200개), 23년의 두 배의 병력인 220,000명의 병사가 있었다. 이것은 168,000명의 군단보다 많은 수치이다(6,000명씩 28개 군단), 그런데 그 중 3,360명만이 기병이었다. 2세기 중후반에 더 많은 영토를 차지하게 되어 5개의 군단을 새로 편성해 33개가 되었고, 추가된 보조군과 비슷한 숫자가 되었다.
| 부대       | 티베리우스 24 AD | 하드리아누스 ca. 130 AD | 셉티미무스 세베루스 211 AD | 디오클레티아누스 284 AD | 디오클레티아누스 300년경 |
| ---------- | ---------------- | ----------------------- | -------------------------- | ----------------------- | ------------------------ |
| 군단       | 125,000          | 155,000                 | 182,000                    |                         |                          |
| 보조군     | 125,000          | 218,000                 | 250,000                    |                         |                          |
| 근위대     | ~~5,000          | ~10,000                 | ~10,000                    |                         |                          |
| 총 군대 수 | 255,000          | 383,000                 | 442,000                    | 350,000?                | 390,000                  |

참고: 표는 로마 해군과 야만족 동맹군(foederati)를 제외한 정규 편제시의 군대 수이다.
2세기 동안 기록에 누메루스(Numerus)와 벡실라티오(Vexillatio)라는 새로운 부대가 나타난다. 크기는 불확실하나 일반 보병대와 기병대보다는 작았던 것 같다. 종전에는 이것들이 정규 보조군 외의 비정규 동맹군으로 간주했으나, 현재는 보조군의 일원으로 파악된다. 이러한 부대 편제가 4세기에는 흔해진다.
212년에 카라칼라가 제국 영내의 모든 자유민에게 시민권을 부여한 안토니누스 칙령이 선포되어 속주민이란 신분이 사라졌다. 그러나 군단과 보조군의 차이가 사라진 것은 아니었다. 그저 군단에 입대하는 자격 요건이 낮아진 것 뿐이었다.
3세기에 제국 영외의 야만족 부족의 이름을 딴 보조군 부대의 명칭이 처음으로 나타난다. 1기병대 사르마타룸이 3세기 브리튼에서 발견되었다. 이 부대는 175년경 마르쿠스 아우렐리우스에세 하드리아누스 벽에서 항복한 5,500명의 사르마티아인 기병대의 일부로 추정된다. 이 부대는 야만족 비정규군이 보조군으로 편입되는 사례 중 하나이다. 이러한 과정은 4세기에 더욱 심해졌다. 노티티아 디그니타툼(Notatia Dignitatum)에는 야만족 명칭의 많은 부대 이름을 나열한다.
3세기 중반에서 후반에 군대는 많은 군사적 재앙와 부패로 고통받았다. 251~271년에 갈리아, 알프스 지역과 이탈리아, 발칸 반도와 동방은 알레마니, 사르마티아, 고트인, 페르시아 인에게 심각하게 압도되었다. 동시에 로마군은 천연두로 추측되는 강력한 전염병과도 씨름하고 있었다. 251년에 시작해 270년에도 지속되었던 키프로스 전염병은 황제 클라우디우스 2세 고티쿠스의 목숨도 앗아갔다. 더 이전에는 안토니누스 전염병(천연두)는 제국 전체에서 15~30%의 치사율을 보여주었다. 군대도 이러한 병의 가장 큰 피해자였을 것이다. 그 이유는 병사들간의 가까운 관계와 부대의 잦은 이동이다. 전염병들은 병력 수의 급격한 감소를 불러왔고, 디오클레티아누스 시대가 끝날때나 회복될 것이었다. 그래서 보조군에 이전보다 더 많은 야만족이 받아들여졌다.

### 4 세기
4세기에는 로마 군이 여러 가지 이유로 급격한 재구축을 겪게 된다. 디오클레티아누스 치세에 기존의 군단, 기병대, 보병대 부대 단위가 더 작은 단위로 쪼개졌다. 그리고 그들 다수가 새로운 부대 명을 갖게 된다. 콘스탄티누스 1세때 전략적 역할에 따라 제국 수도(메디올라눔과 콘스탄티노플)를 방어하고 황제를 호위하는 프라이젠탈레스(Praesentales), 관구(Diocese)에 기반을 둔 코미타텐세스(Comitatenses), 하급의 국경 군인 리미타네이(Limitanei) 3가지로 구분되었다.
원수정 시절의 보조군 부대들은 3가지 등급 부대의 기반을 제공했다. 노티티아이 디그니타툼에는 70개의 2세기 명칭을 가진 기병대와 보병대가 올라 있다. 그러나 다른 보조군 부대의 명칭은 프라이젠탈레스와 리미타네이에서만 찾아볼 수 있다. 특히 다뉴브에서는 종전의 기병대와 보병대가 보병인 쿠네이(Cunei)와 보조군(Auxilia)으로 대체되었다. 그 부대들이 기존 형식과 얼마다 달라졌는지는 명확하지 않다. 리 미타네이 종류는 원래 부대 크기의 반이었다. 그러나 군대에서 최정예였던 팔라티나 보조군(Auxilia Palatina)는 기존 보조군 부대의 인원과 같거나(500), 그 2배였던 것 같다. 이러한 부대가 종전의 보조군과 유사했고, 기존의 보조군 보병과 유사했다.
4세기 후반의 군사 작가였던 베게티우스는 젊은이들이 군단의 강한 훈련과 엄격한 규율을 피해 보조군으로 입대하는 것을 비난했다. 그러나 그가 말하는 그 부대 종류가 무엇인지는 불확실하다. 그러나 리미타네이와 코미타텐세스를 대중적으로 잘못 표기한 용어일지 모른다. 어쨌든 그보다 원수정 시대의 정예 병력중 하나인 보조군에 대해 더 정확히 기록한 사람은 없다.